# Miss Universo 2015
Miss Universo 2015, la 64.ª edición del concurso Miss Universo, se llevó a cabo el 20 de diciembre de 2015 en The AXIS, Las Vegas, Nevada (Estados Unidos). Esta fue la primera edición del concurso que se llevó a cabo bajo la propiedad de WME/IMG, que compró la Organización Miss Universo a Donald Trump el 14 de septiembre de 2015. En consecuencia, también fue el primer evento de Miss Universo transmitido por Fox y Azteca como las respectivas emisoras en inglés y español del concurso en lugar de NBC.
Representantes provenientes de ochenta países y territorios compitieron por el título en esta edición del concurso. Al final del evento, Miss Universo 2014, Paulina Vega de Colombia, coronó como su sucesora a Pia Wurtzbach de Filipinas. Es la tercera victoria de Filipinas, después de las de 1969 y 1973.
El concurso fue presentado Steve Harvey, mientras que Roselyn Sánchez se desempeñó como corresponsal tras bambalinas. La banda de música country The Band Perry, el cantante Charlie Puth, y el cantautor Seal se encargaron del entretenimiento.

## Antecedentes

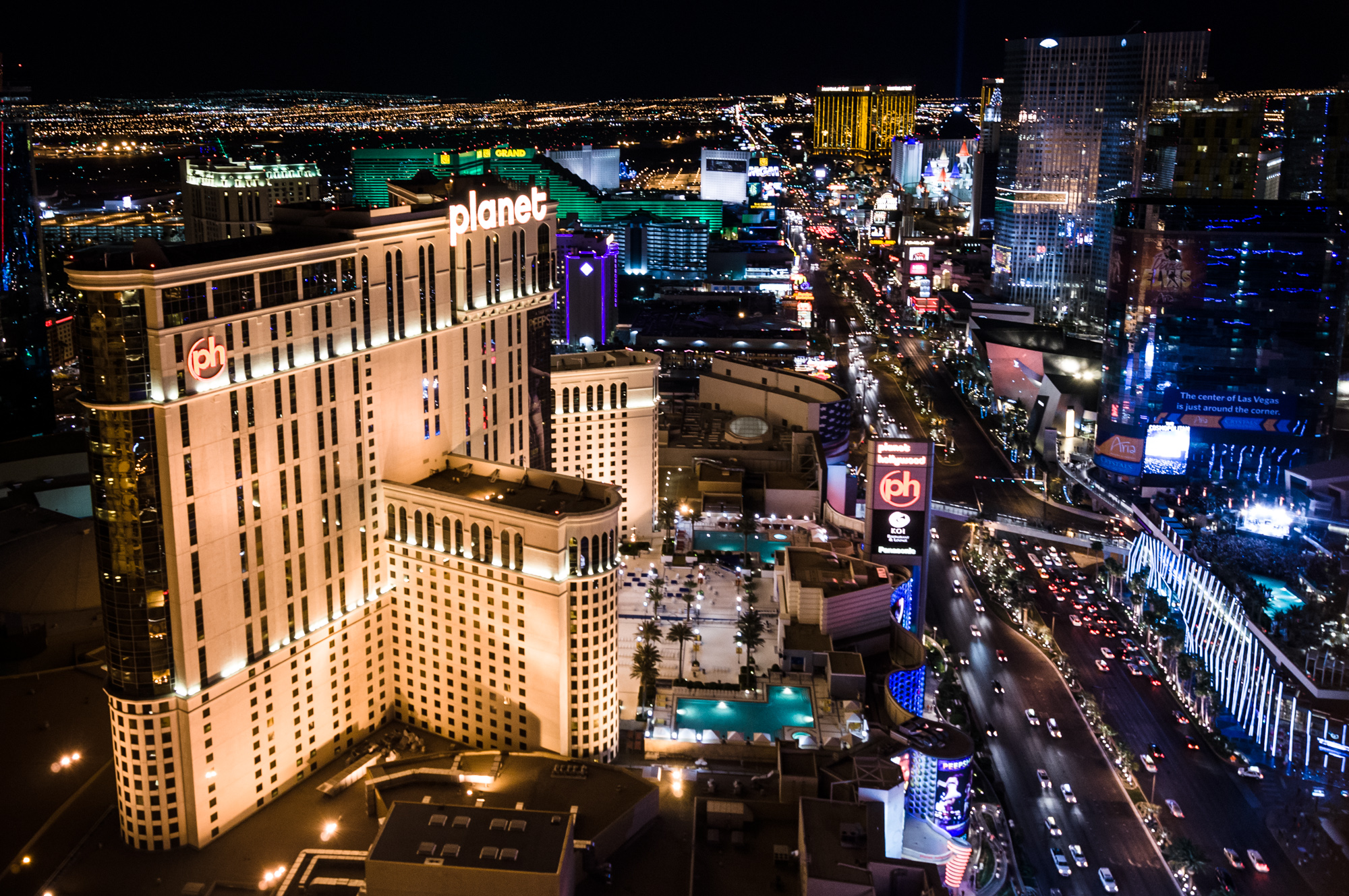
Planet Hollywood Resort and Casino, recinto sede de Miss Universo 2015

### Sede y fecha
Después de las declaraciones sobre inmigrantes mexicanos hechas por Donald Trump durante un discurso el 16 de junio de 2015, Colombia retiró su oferta para albergar la competencia después de que el país condenara a Trump. Además de eso, NBCUniversal y UniMás (la cadena de televisión en español que transmite el concurso) se negaron a transmitir el concurso de Miss USA 2015 y terminaron sus derechos sobre el concurso. Esto llevó a Trump a presentar demandas después de que tanto NBC como UniMás se negaron a transmitir el concurso.
El 11 de septiembre de 2015, Trump compró la participación de NBCUniversal en Miss Universo, convirtiéndose en el propietario único de la Organización Miss Universo. Después de tres días, el 14 de septiembre de 2015, WME/IMG adquirió la Organización Miss Universo, que anteriormente era propiedad de Trump.
El 28 de octubre de 2015, más de un mes después de que WME/IMG comprara la organización a Trump, Fox anunció que había asegurado los derechos para transmitir el concurso, que se llevaría a cabo el 20 de diciembre de 2015, y el concurso de Miss USA 2016, que se transmitiría en 2016. El concurso se llevó a cabo en el teatro The AXIS del Planet Hollywood en Las Vegas (Estados Unidos). En diciembre, Azteca América adquirió los derechos en español para transmitir el concurso.

### Selección de candidatas

#### Reemplazos
Amina Dagi, Miss Austria 2012, fue designada para representar a Austria después de que Annika Grill, Miss Austria 2015, decidiera competir solo en Miss Mundo 2015 debido a la superposición de fechas de los dos concursos. Camille Cerf, Miss Francia 2015, iba a competir en Miss Universo 2015, mientras que Flora Coquerel, Miss Francia 2014, iba a competir en Miss Universo 2014. Sin embargo, se produjo un intercambio entre las dos, debido a un conflicto de calendario entre Miss Universo y Miss Francia 2016, en el que Cerf estaba contractualmente obligada a estar presente. Ornella Obone, tercera finalista de Miss Gabón 2015, fue designada para representar a Gabón después de que Reine Ngotala, Miss Gabón 2015, decidiera competir solo en Miss Mundo 2015 debido a la superposición de fechas de los dos concursos. Cynthia Samuel de Líbano, Vladislava Evtushenko de Rusia y Refilwe Mthimunye de Sudáfrica también fueron designadas para sus títulos después de que sus titulares originales, Miss Líbano 2015 Valerie Abou Chacra, Miss Rusia 2015 Sofia Nikitchuk y Miss Sudáfrica 2015 Liesl Laurie, no pudieron competir debido a compromisos con Miss Mundo 2015.
Barbara Ljiljak originalmente iba a representar a Croacia en Miss Universo, pero se rompió el brazo horas antes de partir hacia el concurso, lo que le impidió participar. Mirta Kuštan, la segunda finalista de Miss Universo Croacia 2015, representó a Croacia en el concurso. Kushboo Ramnawaj, Miss Mauricio 2014, iba a representar a Mauricio en el concurso, pero fue reemplazada por Sheetal Khadun, primera finalista de Miss Mauricio 2014. Myriam Arévalos, Miss Tierra Paraguay 2015, asumió el título de Miss Universo Paraguay 2015 después de que Laura Garcete, Miss Universo Paraguay 2015, se quedara embarazada durante su reinado y fuera destituida.

#### Debuts, regresos y retiros
La edición de 2015 vio los regresos de Dinamarca, las Islas Caimán, Montenegro y Vietnam. Las Islas Caimán y Montenegro compitieron por última vez en 2012, mientras que Dinamarca y Vietnam compitieron por última vez en 2013. Egipto, Eslovenia, Etiopía, Guam, Islas Turcas y Caicos, Kazajistán, Kenia, Lituania, Santa Lucía, Sri Lanka, y Trinidad y Tobago se retiraron. Aigerim Smagulova fue designada como representante de Kazajistán en Miss Universo después de que Regina Valter, Miss Universo Kazajistán 2015, decidiera competir en Miss Universo 2016. Sin embargo, Smagulova se retiró por razones personales. La Miss Universo Eslovenia, Ana Haložan, sufrió un accidente al llegar a Las Vegas, lo que resultó en su hospitalización, lo que le impidió participar en las actividades de registro, entrevistas y sesiones fotográficas. No estuvo presente en los primeros eventos oficiales, pero se quedó en Las Vegas hasta que terminó el concurso. Sufrió una convulsión y su rostro quedó parcialmente paralizado. A pesar de su retiro, se le dio la oportunidad de caminar en el escenario durante la transmisión en vivo. Egipto, Etiopía, Guam, las Islas Turcas y Caicos, Kenia, Lituania, Santa Lucía, Sri Lanka, Trinidad y Tobago se retiraron después de que sus respectivas organizaciones no lograron realizar un concurso nacional o designar a una candidata.
Inicialmente, Costa Rica, México y Panamá decidieron no participar en esta edición debido a las declaraciones sobre los inmigrantes mexicanos realizadas por Donald Trump. Sin embargo, después de la adquisición de la Organización Miss Universo por parte de WME/IMG, los tres países decidieron regresar a Miss Universo y competir.

### Incidentes durante el concurso
La transmisión recibió atención mediática mundial debido a un error cometido con respecto a la ganadora. El presentador Steve Harvey inicialmente anunció a Ariadna Gutiérrez de Colombia como la nueva Miss Universo. Minutos después de su coronación, Harvey regresó al escenario y se disculpó, afirmando que Gutiérrez era la primera finalista mientras que Pia Wurtzbach de Filipinas era la ganadora. Más tarde, declaró que se había confundido al leer el nombre de la ganadora porque ambos nombres estaban en la tarjeta y solo notó el «1st» (abreviatura de «primera» en inglés) junto al nombre de Colombia. Debido a esto, Paulina Vega tuvo que quitar la corona y la banda de Gutiérrez y coronar a Wurtzbach como su verdadera sucesora. Después de la coronación, Gutiérrez estalló en lágrimas debido al incidente mientras estaba rodeada de sus compañeras de competencia. Wurtzbach intentó unirse y hablar con Gutiérrez, pero algunas de sus compañeras de competencia le dijeron que «diera un paso atrás», mientras que otras la ignoraron por completo.

## Resultados
| Posición                  | Candidata |
| ------------------------- | --- |
| Miss Universo 2015        | - Filipinas - Pia Wurtzbach |
| Primera finalista         | - Colombia - Ariadna Gutiérrez |
| Segunda finalista         | - Estados Unidos - Olivia Jordan |
| Top 5                     | - Australia - Monika Radulovic - Francia - Flora Coquerel |

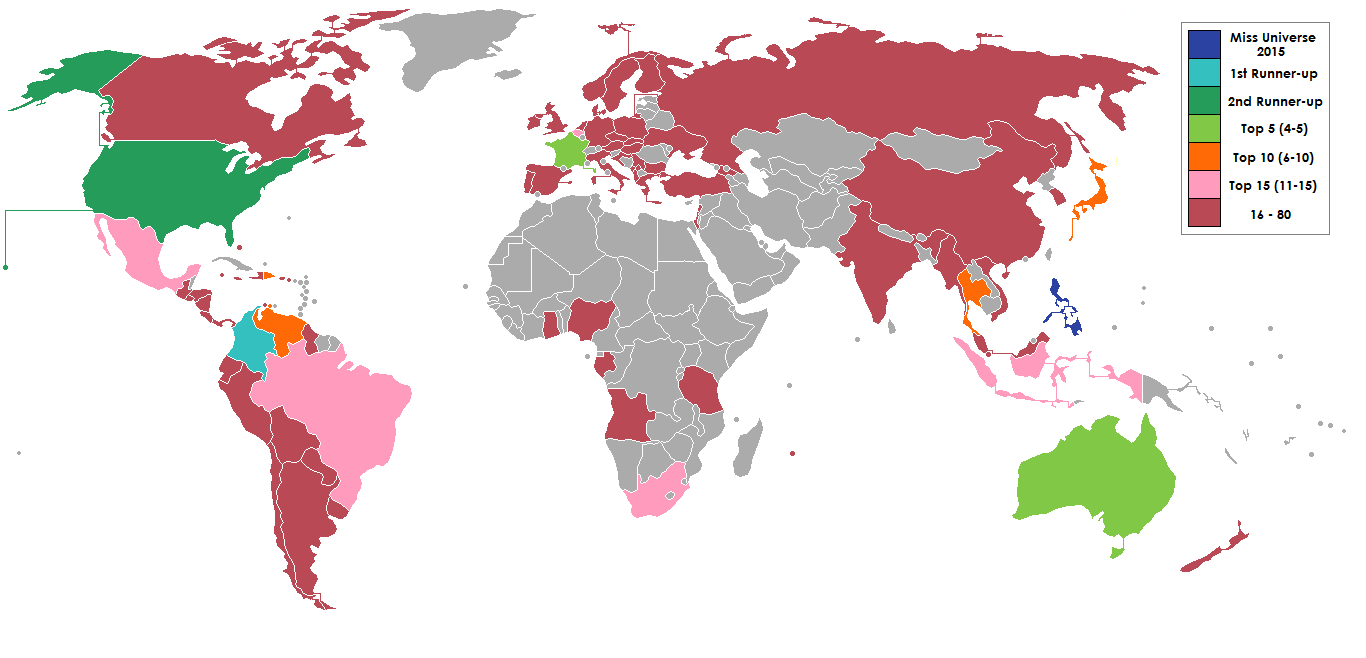
Países y territorios que enviaron candidatas y resultados para Miss Universo 2015

| Top 10 (semifinalistas)   | - Curazao - Kanisha Sluis - Japón - Ariana Miyamoto - República Dominicana - Clarissa Molina - Tailandia - Aniporn Chalermburanawong - Venezuela - Mariana Jiménez |
| Top 15 (cuartofinalistas) | - Bélgica - Annelies Törös - Brasil - Marthina Brandt - Indonesia - Anindya Putri - México - Wendy Esparza - Sudáfrica - Refilwe Mthimunye                         |

### Premios especiales
Las ganadoras de los premios especiales son las siguientes candidatas:
| Premio               | Candidata                               |
| -------------------- | --------------------------------------- |
| Mejor traje nacional | - Tailandia - Aniporn Chalermburanawong |
| Miss Fotogénica      | - Nueva Zelanda - Samantha McClung      |
| Miss Simpatía        | - Angola - Whitney Shikongo             |

## El concurso

### Formato
Al igual que en 2014, quince cuartofinalistas fueron elegidos a través de la competencia preliminar, que consistió en las competencias de traje de baño y traje de noche, así como entrevistas a puerta cerrada. Las quince cuartofinalistas participaron en la competencia de traje de baño, y diez avanzaron en la competencia para la competencia de traje de noche. Cinco candidatas avanzaron para participar en la porción de preguntas y respuestas. Sin embargo, por primera vez desde el 2000, de las cinco, tres avanzaron para participar en la pregunta final y la pasada final (final look). Por primera vez en esta edición, se implementó un sistema de votación en tiempo real en el concurso. Los espectadores pudieron calificar a las candidatas durante las rondas de traje de baño, traje de noche, preguntas y respuestas, y pregunta final mientras sucedían en vivo. El voto global y todas las demás candidatas eliminadas que no formaron parte de las tres finalistas ayudaron a determinar a la próxima Miss Universo.

### Comité de selección

#### Competencia preliminar
El panel de jueces de la competencia preliminar estuvo conformado por las siguientes siete personas:
- Erika Albies, vicepresidenta de comunicaciones de moda global en IMG
- Erin Brady, Miss USA 2013
- Julio Caro, productor independiente de cine y televisión y gerente de talento
- Keiko Uraguchi, directora de asociaciones digitales para WME/IMG
- Nischelle Turner, corresponsal para el programa ganador del premio Emmy Entertainment Tonight
- Rocky Motwani, emprendedor que recientemente cofundó su primera empresa de tecnología financiera, Jiko Services
- Zak Soreff, experto en mercadotecnia de entretenimiento

#### Competencia final
El panel de jueces de la competencia final estuvo conformado por las siguientes cuatro personas:
- Emmitt Smith, exjugador de fútbol americano universitario y profesional
- Niecy Nash, actriz nominada al premio Emmy
- Olivia Culpo, Miss Universo 2012 de Estados Unidos
- Perez Hilton, bloguero, columnista y personalidad de televisión

## Candidatas
Ochenta candidatas compitieron por el título.
| País/Territorio           | Candidata                 | Edad | Ciudad natal          |
| ------------------------- | ------------------------- | ---- | --------------------- |
| Albania                   | Megi Luka                 | 19   | Fushë-Krujë           |
| Alemania                  | Sarah-Lorraine Riek       | 23   | Múnich                |
| Angola                    | Whitney Shikongo          | 20   | Lubango               |
| Argentina                 | Claudia Barrionuevo       | 24   | Salta                 |
| Aruba                     | Alysha Boekhoudt          | 21   | Oranjestad            |
| Australia                 | Monika Radulovic          | 25   | Sídney                |
| Austria                   | Amina Dagi                | 20   | Viena                 |
| Bahamas                   | Toria Nichole Penn        | 27   | Nasáu                 |
| Bélgica                   | Annelies Törös            | 20   | Amberes               |
| Birmania                  | May Barani Thaw           | 25   | Rangún                |
| Bolivia                   | Romina Rocamonje          | 23   | Guayaramerín          |
| Brasil                    | Marthina Brandt           | 23   | Vale Real             |
| Bulgaria                  | Radostina Todorova        | 20   | Vratsa                |
| Canadá                    | Paola Nunez               | 24   | Toronto               |
| Chile                     | María Belén Jerez         | 25   | Viña del Mar          |
| China                     | Xue Yun Fang              | 21   | Shenzhen              |
| Colombia                  | Ariadna Gutiérrez         | 21   | Sincelejo             |
| Corea del Sur             | Kim Seo-yeon              | 23   | Seúl                  |
| Costa Rica                | Brenda Castro             | 23   | Guápiles              |
| Croacia                   | Mirta Kuštan              | 22   | Krapinske Toplice     |
| Curazao                   | Kanisha Sluis             | 19   | Willemstad            |
| Dinamarca                 | Cecilie Wellemberg        | 21   | Copenhague            |
| Ecuador                   | Francesca Cipriani        | 23   | Guayaquil             |
| El Salvador               | Idubina Rivas             | 22   | San Salvador          |
| Eslovaquia                | Denisa Vyšňovská          | 21   | Prievidza             |
| España                    | Carla García              | 25   | Las Palmas            |
| Estados Unidos            | Olivia Jordan             | 27   | Tulsa                 |
| Filipinas                 | Pia Wurtzbach             | 26   | Cagayán de Oro        |
| Finlandia                 | Rosa-Maria Ryyti          | 21   | Helsinki              |
| Francia                   | Flora Coquerel            | 21   | Orléanais             |
| Gabón                     | Ornella Obone             | 19   | Oyem                  |
| Georgia                   | Janet Kerdikoshvili       | 24   | Tiflis                |
| Ghana                     | Hilda Akua                | 26   | Kumasi                |
| Gran Bretaña              | Nena France               | 25   | Londres               |
| Grecia                    | Mikaela Fotiadis          | 21   | Atenas                |
| Guatemala                 | Jeimmy Aburto             | 21   | Ciudad de Guatemala   |
| Guyana                    | Shauna Ramdyhan           | 25   | Georgetown            |
| Haití                     | Lisa Drouillard           | 23   | Puerto Príncipe       |
| Honduras                  | Iroshka Elvir             | 24   | Choluteca             |
| Hungría                   | Nikoletta Nagy            | 21   | Miskolc               |
| India                     | Urvashi Rautela           | 21   | Bombay                |
| Indonesia                 | Anindya Kusuma Putri      | 23   | Semarang              |
| Irlanda                   | Joanna Cooper             | 21   | Derry                 |
| Islas Vírgenes Británicas | Adorya Rocio Baly         | 22   | Tórtola               |
| Islas Caimán              | Tonie Chisholm            | 27   | Gran Caimán           |
| Israel                    | Avigail Alfatov           | 19   | Acre                  |
| Italia                    | Giada Pezzaioli           | 22   | Montichiari           |
| Jamaica                   | Sharlene Rädlein          | 25   | Kingston              |
| Japón                     | Ariana Miyamoto           | 21   | Nagasaki              |
| Kosovo                    | Mirjeta Shala             | 21   | Vučitrn               |
| Líbano                    | Cynthia Samuel            | 20   | Beirut                |
| Malasia                   | Vanessa Tevi Kumares      | 24   | Seremban              |
| Mauricio                  | Sheetal Khadun            | 26   | Beau Bassin-Rose Hill |
| México                    | Wendolly Esparza          | 24   | Aguascalientes        |
| Montenegro                | Maja Čukić                | 20   | Podgorica             |
| Nicaragua                 | Daniela Torres            | 25   | Managua               |
| Nigeria                   | Debbie Collins            | 23   | Lagos                 |
| Noruega                   | Martine Rødseth           | 24   | Nord-Odal             |
| Nueva Zelanda             | Samantha McClung          | 20   | Christchurch          |
| Países Bajos              | Jessie Jazz Building      | 20   | Ámsterdam             |
| Panamá                    | Gladys Brandao            | 24   | Los Santos            |
| Paraguay                  | Myriam Arévalos           | 22   | Asunción              |
| Perú                      | Laura Spoya               | 24   | Lima                  |
| Polonia                   | Weronika Szmajdzińska     | 21   | Szczecin              |
| Portugal                  | Emília Araújo             | 24   | Angra do Heroísmo     |
| Puerto Rico               | Catalina Morales          | 25   | Guaynabo              |
| República Checa           | Nikol Švantnerová         | 23   | Šumperk               |
| República Dominicana      | Clarissa Molina           | 24   | Moca                  |
| Rusia                     | Vladislava Evtushenko     | 19   | Chitá                 |
| Serbia                    | Daša Radosavljević        | 19   | Kragujevac            |
| Singapur                  | Lisa Marie White          | 22   | Singapur              |
| Sudáfrica                 | Refilwe Mthimunye         | 24   | Bronkhorstspruit      |
| Suecia                    | Paulina Brodd             | 21   | Estocolmo             |
| Tanzania                  | Lorraine Marriot          | 21   | Dar es-Salam          |
| Tailandia                 | Aniporn Chalermburanawong | 21   | Lampang               |
| Turquía                   | Aslı Melisa Uzun          | 20   | Ankara                |
| Ucrania                   | Anna Vergelskaya          | 27   | Kiev                  |
| Uruguay                   | Bianca Sánchez            | 19   | Montevideo            |
| Venezuela                 | Mariana Jiménez           | 22   | Caracas               |
| Vietnam                   | Phạm Hương                | 24   | Hải Phòng             |

### Galería de candidatas

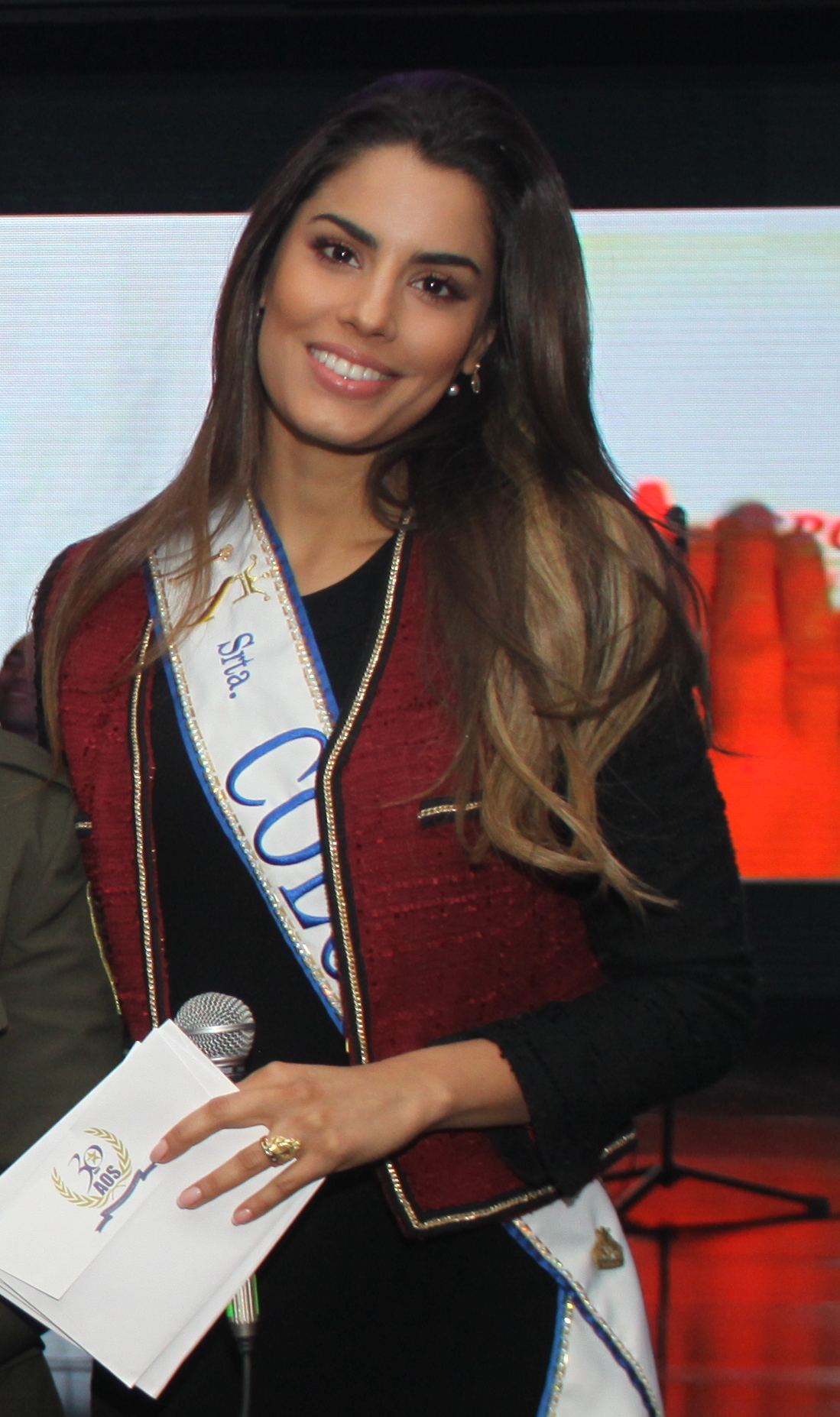
Miss Colombia
(Ariadna Gutiérrez Arévalo)

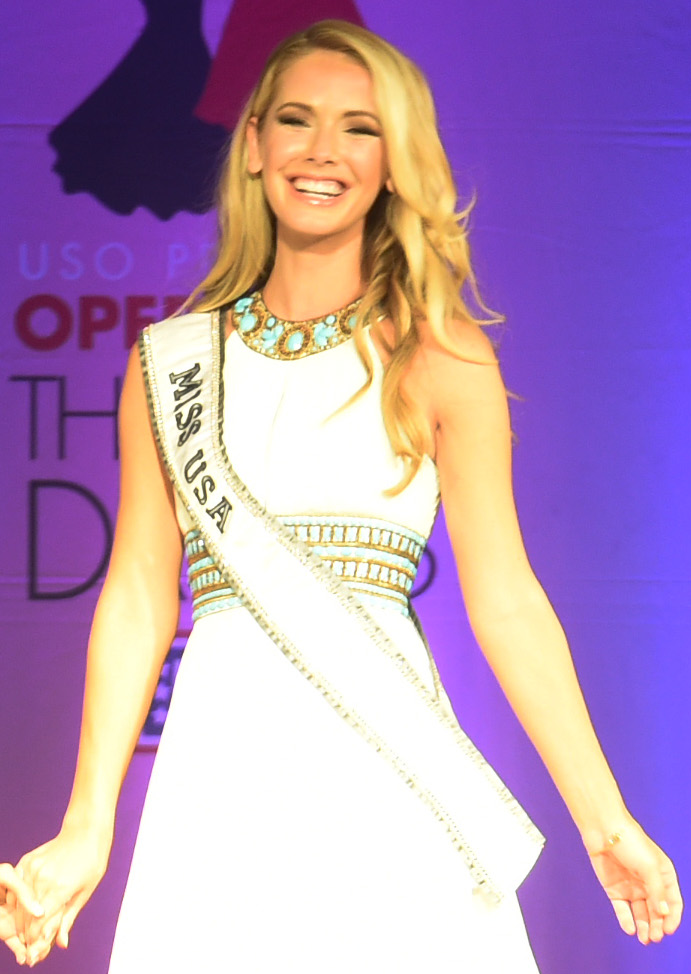
Miss Estados Unidos
(Olvia Jordan)

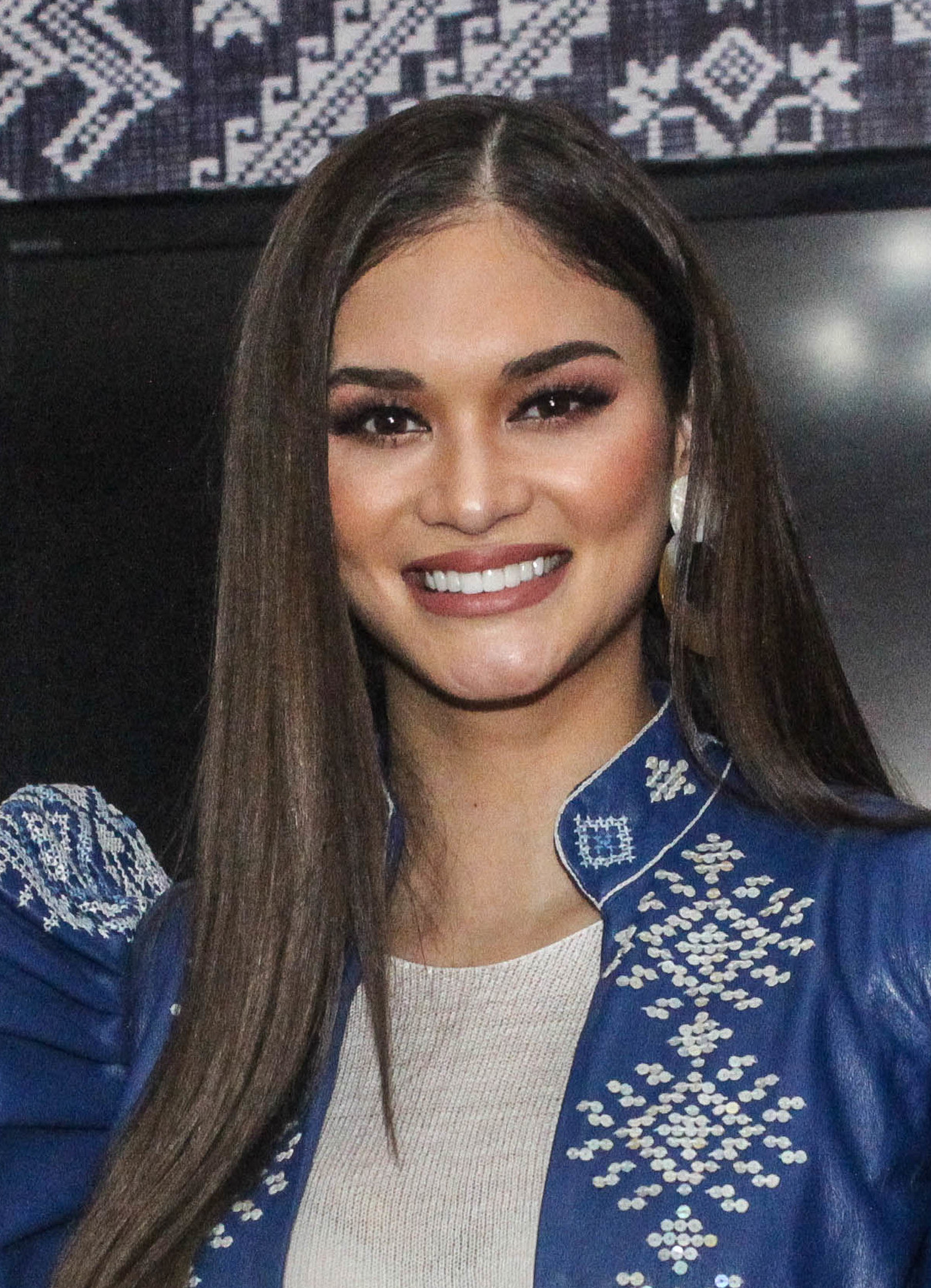
Miss Filipinas
(Pia Alonzo Wurtzbach)

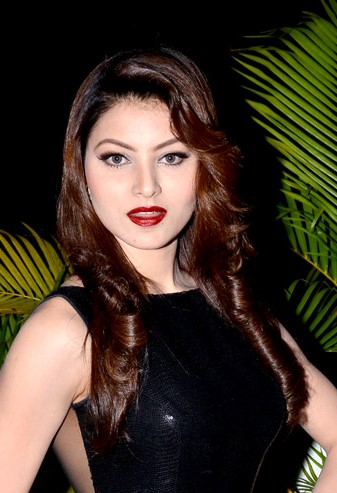
Miss India
(Urvashi Rautela)

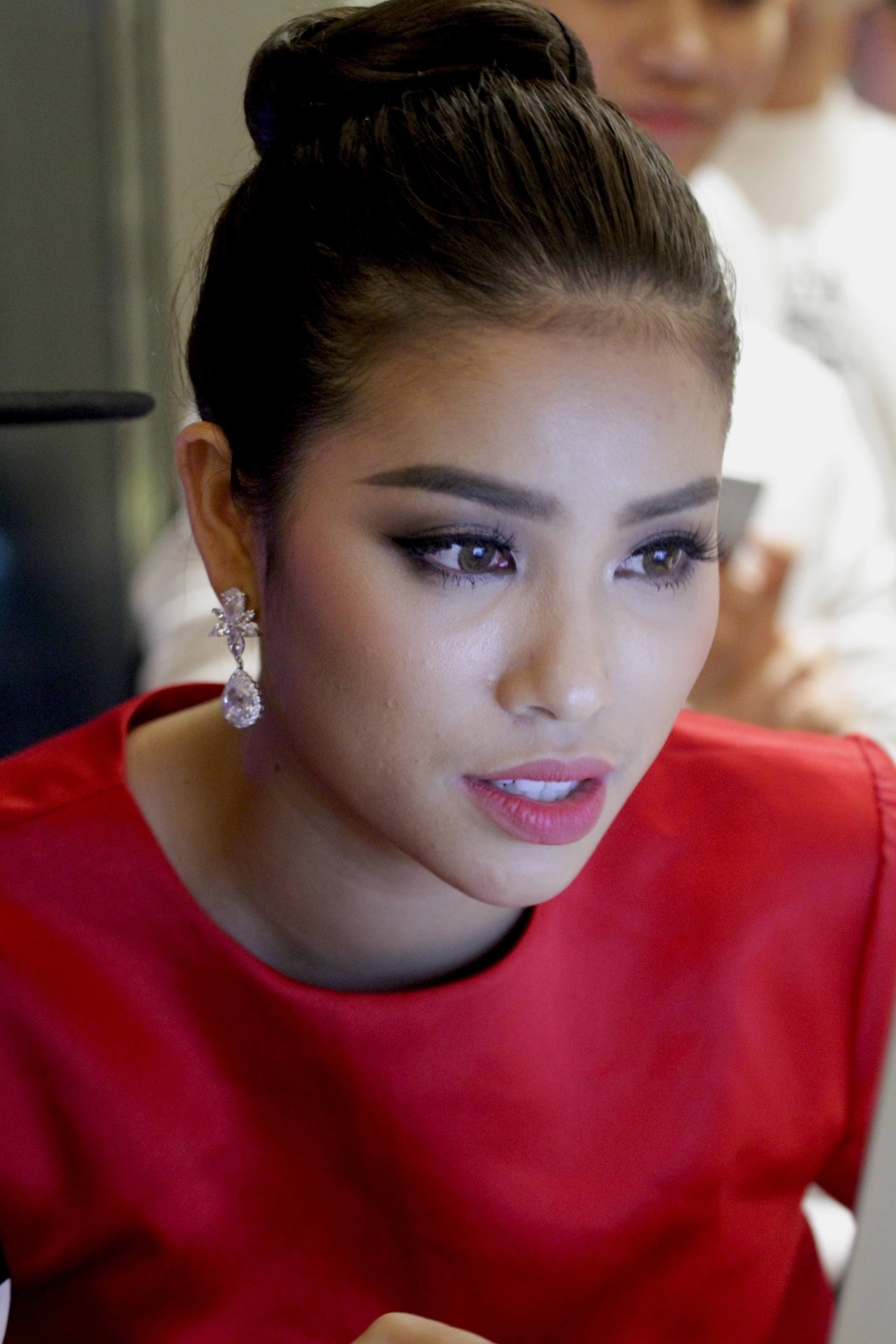
Miss Vietnam
(Phạm Thị Hương)